# Gustave Chauveaud
Louis Gustave Chauveaud est un  médecin et botaniste spécialiste de l'anatomie végétale, né à Aigre en Charente le 12 décembre 1859 et mort à Paris 14e le 5 mai 1933.

## Biographie
Issu d'un milieu modeste, il poursuit un apprentissage de mécanicien. En autodidacte, il observe plantes et insectes qu'il élevait pour étudier leur métamorphose. Mais, attiré par la science, il part pour Paris à l'âge de 20 ans, où il mène de front son métier et ses études. Il est licencié ès sciences physiques à 26 ans, agrégé de sciences naturelles à 29 ans , docteur ès sciences à 32 ans, docteur en médecine à 33 ans.
Boursier du Muséum, il suit l'enseignement de Philippe Édouard Léon Van Tieghem avant d'entrer dans son laboratoire.
En 1890, il entre au laboratoire de l'École pratique des hautes études dont il deviendra directeur par la suite. Il est docteur du Muséum d'histoire naturelle. Directeur des travaux pratiques de botanique à la faculté des sciences de Paris pendant 30 ans. Maître de conférences à la Sorbonne, il a passé sa vie dans les laboratoires. Il meurt en 1933 en laissant l'image du savant d'un autre siècle. Pour suivre ses recherches, il a dû affronter l'opposition de ses maîtres dont il bousculait les théories. Jusqu'à ce que la reconnaissance de ces mêmes maîtres lui offre le seul honneur qu'il ait recherché.
Il est président de la Société botanique de France en 1913 et 1928.

## Œuvres et publications
- Recherches embryogéniques sur l'appareil laticifère des euphorbiacées, urticacées, apocynées et asclépiadées, Paris, G. Masson, 1891, 161 p.
- « Sur la structure de l’ovule et de le développement du sac embryonnaire du Dompte-Venin (Vincetoxicum) », in: CR Acad. Sci., Paris (1892).
- De la reproduction chez les dompte-venin, Société d'éditions scientifiques, 1892, 111 p.
- « Sur le développement du faisceau liberien de la racine des Graminées », in: Bull. Mus. Hist. nat., (1) (1895): 209-11.
- « Recherches sur le mode de formation des tubes criblés dans la racine des monocotylédones », in: Ann. Sci. nat., Bot., 4 (1897): 307-81, lire en ligne sur Gallica .
- « De l'existence d'éléments précurseurs des tubes criblés chez les Gymnospermes », [Note présentée par Ph. Van Tieghem], in: CR Acad. Sci., Paris, 134 (1902): 1605-6, lire en ligne sur Gallica.
- « Recherches sur le mode de formation des tubes cribles dans la racine des Cryptogames vasculaires et des Gymnospermes », in: Ann. Sci. nat., Bot., (18) (1903): 165-277.
- « Recherches sur les tissus transitoires du corps végétatif des plantes vasculaires », in: Ann. Sci. nat., Bot., 12 (1910): 1-70.
- « L'appareil conducteur des plantes vasculaires et les phases principales de son évolution » in: Ann. Sci. nat., Bot., ser. 13 (1911): 113-436.
- La Constitution des plantes vasculaires révélée par leur ontogénie[3], Paris, Payot & Cie, 1921 , 155 p.

Voir également
- Publications de Gustave Chauveaud dans le site Tela Botanica.
- « Liste des publications » dans l'article de  Henri Chermezon: « Notice sur Gustave Chauveaud », in: Revue générale de botanique, 1934, 541, p. 264-7, lire en ligne sur Gallica.